# 1996 en musique classique
| \| • Retour à la chronologie générale de la musique classique • \| |
| Grèce • Rome • Haut Moyen Âge • VIIIe siècle • IXe siècle • Xe siècle • XIe siècle XIIe siècle • XIIIe siècle • XIVe siècle • XVe siècle • XVIe siècle • XVIIe siècle XVIIIe siècle • XIXe siècle • XXe siècle • XXIe siècle |
| • Retour à la chronologie générale de la musique classique • |

| Années en musique classique : 1993 - 1994 - 1995 - 1996 - 1997 - 1998 - 1999    |
| Décennies en musique classique : 1960 - 1970 - 1980 - 1990 - 2000 - 2010 - 2020 |

## Événements

### Créations
- 10 février : Première intégrale de Proverb de Steve Reich par le Theatre of Voices et le Steve Reich Ensemble dirigés par Paul Hillier au Lincoln Center de New York.
- 5 juin : The Doctor of Myddfai, opéra de Peter Maxwell Davies, à Cardiff par l'orchestre du Welsh national Opera sous la direction de Richard Armstrong.
- 22 juin : I Am the True Vine d'Arvo Pärt, créé par le chœur de la cathédrale de Norwich au Royaume-Uni.
- 27 juillet : Emmeline, opéra de Tobias Picker par le Santa Fe Opera.
- 20 octobre : Lonh, pièce musicale et vocale de Kaija Saariaho à Vienne.
- 21 septembre : GO-gol, opéra de Michaël Levinas à Mulhouse.
- 26 novembre : Images de peaux de Bruno Giner par Jean Geoffroy et le quatuor Rhizomes au Festival Aujourd'hui Musiques de Perpignan

### Date indéterminée
- Le Concerto pour clarinette d'Elliott Carter créé par Pierre Boulez et  l'Ensemble intercontemporain avec le clarinettiste Alain Damiens.

### Autres
- 1er janvier : concert du nouvel an de l'orchestre philharmonique de Vienne au Musikverein, dirigé par Lorin Maazel.
- 29 janvier : Destruction par un incendie de la Fenice, l'opéra de Venise.

## Prix
- Stephen Salters (États-Unis) remporte le 1er prix de chant du Concours musical international Reine-Élisabeth-de-Belgique.
- Maurizio Pollini reçoit le Prix Ernst von Siemens.
- Pierre Boulez reçoit le Prix Polar Music.
- Luciano Berio reçoit le Praemium Imperiale.
- Per Nørgård reçoit le Léonie Sonning Music Award.
- Michael Gielen reçoit le Prix de la ville de Vienne pour la musique.
- Ivan Tcherepnine reçoit le Grawemeyer Award pour le Double concerto pour violon, violoncelle et orchestre .
- Harold Gramatges reçoit le Prix Tomás Luis de Victoria.
- Montserrat Torrent reçoit le Prix national de musique de Catalogne.

## Naissances
1er mai : Aigul Akhmetshina, mezzo-soprano lyrique russe.

### Date indéterminée
- Adélaïde Ferrière, percussionniste française.
- Raphaël Feuillâtre, guitariste classique français.

## Décès
- 4 janvier :

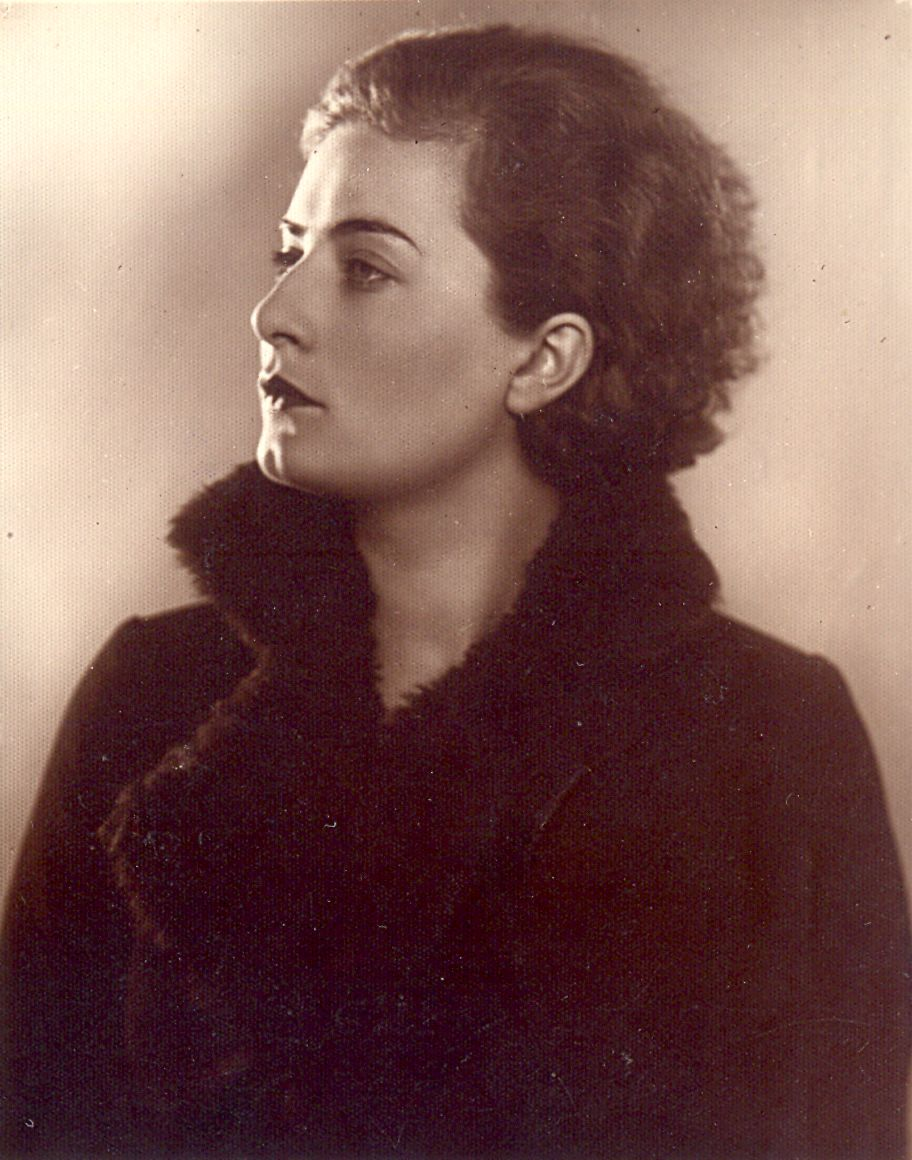
Ljuba Welitsch

  - Anna Amalie Abert, musicologue allemande (° 19 septembre 1906).
  - Ramón Vinay, heldentenor chilien (° 31 août 1911).
- 6 janvier : Willy Czernik, compositeur et chef d'orchestre allemand (° 24 janvier 1901).
- 26 janvier : Henry Lewis, contrebassiste et chef d'orchestre afro-américain (° 16 octobre 1932).
- 2 février : Minao Shibata, compositeur japonais (° 29 septembre 1916).
- 5 février : Gianandrea Gavazzeni, chef d'orchestre, musicologue et compositeur italien (° 27 juillet 1909).
- 7 février : Boris Tchaïkovski, compositeur russe et soviétique (° 10 septembre 1925).
- 12 février : Lila Lalauni, pianiste et compositrice grecque (° 9 juin 1918).
- 17 février : Alberto Bruni Tedeschi, compositeur italien (° 13 janvier 1915).
- 18 février : Aliza Kezeradze, pianiste géorgienne et professeur de piano (° 11 décembre 1937).
- 20 février : Tōru Takemitsu, compositeur japonais (° 8 octobre  1930).
- 21 février : Morton Gould, pianiste et compositeur américain (° 10 décembre 1913).
- 24 février : Robert Van Doren, clarinettiste classique français et président de la fabrique d'anches et de becs Vandoren (° 2 février 1904).
- 26 février : Mieczyslaw Weinberg, compositeur russe (° 8 décembre 1919).
- 15 mars : Olga Rudge, violoniste américaine (° 13 avril 1895).
- 17 mars : Elsa Respighi, compositrice italienne (° 24 mars 1894).
- 18 mars : Enrique Jordá, chef d'orchestre espagnol naturalisé américain (° 24 mars 1911).
- 19 mars : Alan Ridout, compositeur britannique (° 9 décembre 1934).
- 4 avril : Carl de Nys, religieux et musicologue français (° 26 mars 1917).
- 21 avril : Alceo Galliera, chef d'orchestre italien (° 3 mai 1910).
- 25 avril : Rafael Orozco, pianiste espagnol (° 24 janvier 1946).
- 20 mai : Marcel Mercier, pianiste compositeur français (° 18 avril 1911).
- 28 mai : Julian Krein, compositeur, pianiste et musicologue russe (° 5 mars 1913).
- 31 mai : Ton de Leeuw, compositeur néerlandais (° 16 novembre 1926).
- 2 juin : Pilar Lorengar, soprano espagnole (° 16 janvier 1928).
- 3 juin : Ferdinand Leitner, chef d'orchestre allemand (° 4 mars 1912).
- 4 juin : María Luisa Anido, compositrice et guitariste classique originaire d'Argentine (° 26 janvier 1907).
- 5 juin : Anne-Marie Ørbeck, pianiste et compositrice norvégienne (° 1er avril 1910).
- 7 juin : Ulrich Koch, altiste allemand (° 14 mars 1921).
- 15 juin : Helen Glatz, compositrice et professeur de musique anglaise (° 13 mars 1908).
- 12 juillet : Gottfried von Einem, compositeur autrichien (° 24 janvier 1918).
- 18 juillet : John Frandsen, organiste et chef d'orchestre danois (° 10 juillet 1918).
- 25 juillet : Mikaël Tariverdiev, compositeur russe d’origine arménienne (° 15 août 1931).
- 26 juillet : Gabriel Dussurget, fondateur et directeur du Festival d'Aix-en-Provence (1948-1972) et conseiller artistique de l'Opéra de Paris (1958-1972) (° 31 décembre 1904).
- 28 juillet : Michel Philippot, compositeur français (° 2 février 1925).
- 8 août : Francesco Molinari-Pradelli, chef d'orchestre italien (° 4 juillet 1911).
- 11 août : Rafael Kubelík, chef d'orchestre tchèque, naturalisé suisse (° 29 juin 1914).
- 12 août : Karl Terkal, ténor autrichien (° 7 octobre 1919).
- 13 août : 
  - Louise Talma compositrice et pianiste américaine (° 31 octobre 1906).
  - David Tudor, pianiste et compositeur de musique expérimentale des États-Unis (° 20 janvier 1926).
- 14 août : Sergiu Celibidache, chef d'orchestre roumain (° 28 juin 1912).
- 19 août : Jurriaan Andriessen, compositeur néerlandais (° 15 novembre 1925).
- 22 août : Mareo Ishiketa, compositeur japonais (° 26 novembre 1916).
- 24 août : Oriol Martorell, chef de chœur espagnol (° 10 novembre 1927).
- 30 août : Jacques Bourgeois, musicographe français (° 1912).
- 1er septembre : 
  - Vagn Holmboe, compositeur danois (° 20 décembre 1909).
  - Ljuba Welitsch, soprano lyrique bulgare puis autrichienne (° 10 juillet 1913).
- 6 septembre : Ginette Martenot, pianiste et ondiste française (° 27 janvier 1902).
- 7 septembre : Niccolò Castiglioni, pianiste et compositeur italien (° 17 juillet 1932).
- 18 septembre : Kimmo Nevonmaa, compositeur finlandais (° 10 mai 1960).
- 23 septembre : František Rauch, pianiste et pédagogue tchèque (° 4 février 1910).
- 2 octobre : Joonas Kokkonen, compositeur finlandais (° 13 novembre 1921).
- 5 octobre : Arnold van Mill, basse néerlandaise (° 26 mars 1921).
- 17 octobre : Berthold Goldschmidt, compositeur et chef d'orchestre britannique d'origine allemande (° 18 janvier 1903).
- 26 octobre : Miquel Asins, compositeur espagnol (° 21 janvier 1918).
- 1er novembre : Bernard Schulé compositeur suisse (° 22 juillet 1909).
- 24 novembre : 
  - Edison Denisov, compositeur russe (° 6 avril 1929).
  - Štěpánka Jelínková, chanteuse soprano lyrique tchèque (° 30 août 1911).
- 26 novembre : Philippe Hirschhorn, violoniste belge d'origine lettonne (° 11 juin 1946).
- 2 décembre : Jules Bastin, chanteur lyrique belge (° 18 août 1933).
- 25 décembre : August Wenzinger, violoncelliste et gambiste suisse (° 14 novembre 1905).
- 30 décembre : Gino Sinimberghi, ténor italien (° 26 août 1913).

### Date indéterminée
- Parviz Mahmoud, compositeur et chef d'orchestre iranien naturalisé plus tard américain (° 1910).